# Jindřich Praveček
Jindřich Praveček (1. března 1885 Hroby u Tábora – 11. února 1969 Hradec Králové) byl český pedagog, dirigent a skladatel.

## Život

### Mládí
Jindřich Praveček (starší) pochází ze staré a známé hudební rodiny - jeho dědeček i otec byli řídícími učiteli a řediteli kůru v obci Hroby u Tábora (3 km jihovýchodně od Chýnova). Otec Matěj Praveček dal synovi Jindřichovi hudební základy, učil ho na housle, violu, klavír i varhany. Jindřich po základní škole vystudoval (1900-1904) v Soběslavi učitelský ústav a na své první učitelské místo nastoupil v roce 1904 v Osíku u Litomyšle.

### Pedagog
Dále působil na lanškrounském okrese, a to od roku 1905 v Čermné, Bystřeci a roku 1906 ve Výprachticích. Zde byl 14 let a kromě učitelského povolání pracoval jako jednatel Národní jednoty severočeské, režisér divadla a knihovník a také řídil žákovský orchestr a pěvecký sbor mládeže, pořádal (s ředitelem K. O. Hubálkem) vzdělávací besídky pro mládež i dospělé. Založil Pravečkovo smyčcové kvarteto, se kterým často jezdil koncertovat v širším okolí. Byl také spoluzakladatelem Sokola ve Výprachticích.
Po přestěhování do České Třebové od roku 1920 učil na místní chlapecké, později dívčí škole a současně učil zpěv a hudební výchovu (po schválení Zemskou školní radou v Praze) na státní reálce v letech 1920-1940, vyučoval také na Husově lidové škole (1921-24). Přispíval do Hudebního zpravodaje, Východočeského obzoru, Východu aj. Je spoluautorem publikace Česká Třebová (vydala M. Ondříčková, Pardubice, 1934).

### Sbormistr
V České Třebové působil jako klavírista, dirigent a sbormistr četných místních orchestrů a pěveckých souborů i spojených sborů na pěveckých festivalech. Řídil např. pěvecký sbor Bendl (1923-1948), hudební spolek Smetana (1920-1945) a pěvecký sbor železničářů (1921-1923) a na reálce vytvořil a řídil studentský sbor a orchestr (1920-1939).
Jako účinkující vystupoval ve slavnostním představení, kterým byla opera Bedřicha Smetany Tajemství, kterou nastudovalo a provedlo Orchestrálního sdružení v Ústí nad Orlicí u příležitosti otevření nové budovy divadla 27. září 1936. Z jeho iniciativy se začaly pořádat "Dny národních písní" (jejich tradice byla obnovena sborem Bendl roku 1968).

## Dílo
Jindřich Praveček si v letech 1928-1933 doplnil hudební vzdělání studiem skladby (u G. Rooba v Praze). Napsal zejména skladby pro mužské, ženské, dětské, smíšené a příležitostné sbory. Také četné písně a mnohé úpravy písní pro různé sbory, kantátu Slavný den pro smíšený sbor a symfonický orchestr, dále skladby komorní (smyčcový kvartet), církevní-chrámové, orchestrální a též doprovodné k tělocvičným vystoupením nebo dětským divadelním hrám. Některé jeho skladby byly vysílány čs. rozhlasem, řada jeho sborů byla na programu předních pěveckých těles.

## Uznání a připomínání
Jindřichu Pravečkovi udělila Cecilská hudební jednota čestné členství. Za zásluhy o český zpěv byl jmenován prvním čestným členem českotřebovského spolku Bendl, oceněn byl čestným diplomem Národní jednoty severočeské v Praze. Jeho schopnosti byly oceněny v roce 1934 uměleckou komisí pěvecko-hudebního festivalu v Praze zařazením jeho skladby do pořadu I. slavnostního koncertu v Průmyslovém paláci. 540 zpěváků východočeské župy Fibichovy tehdy zapělo pod vedením autora slavný sbor "Láska k vlasti". Celý pořad přenášel Československý rozhlas
- Roku 1965 byl jmenován čestným občanem města Česká Třebová.

- Od 3. srpna 1980 se ostatky Jindřicha Pravečka staršího a jeho ženy Anny nacházejí v rodinném hrobu ve Výprachticích. Pietnímu aktu tehdy předcházely velké oslavy.

## Z díla
Ve sbírkách městského muzea v České Třebové je uloženo několik jeho skladeb pro sbor, např. "Rodný kraj", "Láska k vlasti", "Oj, česká písni!", které jsou věnovány jednatelce zpěváckého spolku Lukes Marii Moláčkové, dále např. rukopis skladby pro ženský sbor a klavír "Umlklo stromů šumění", které složil na slova Vítězslava Hálka a věnoval pěveckému spolku Lukes v Ústí nad Orlicí.

## Rodina
Jindřich Praveček (starší) vychoval tři děti, z nichž pokračoval v hudební rodinné tradici zejména syn Jindřich (*1909 ve Výprachticích - †2000). Absolvent hudební školy v Pardubicích (1928 - hra na housle u Stanislava Ondříčka); mladý Jindřich koncertoval za klavírního doprovodu svého otce; v roce 1929 nastoupil vojenskou službu a 1931 byl jmenován kapelníkem na Vojenské hudební škole v Praze a v roce 1950 kapelníkem Ústřední hudby československé armády; v letech 1948 - 1951 vyučoval instrumentaci pro dechové nástroje na JAMU. Autor řady pochodů, skladeb pro dechové orchestry, úprav národních písní pro sóla, sbory i orchestry. Celkem napsal asi 150 skladeb. Činný byl i ve vydavatelské činnosti a byl také častým členem soutěžních komisí. Jeho jméno nese ve svém názvu od roku 1997 Základní umělecká škola Jindřicha Pravečka v Lanškrouně a od roku 2003 Základní škola Jindřicha Pravečka ve Výprachticích
Bratr Alois Praveček (1880-1957) byl známý vojenský kapelník, hudebník a skladatel.